# Anoplogynopsis concolor
Anoplogynopsis concolor is een hooiwagen uit de familie Gonyleptidae. De wetenschappelijke naam van Anoplogynopsis concolor gaat terug op H. Soares.